# Система органического мира
Систе́ма органи́ческого ми́ра — это систематическое описание всех существующих в настоящее время и существовавших ранее организмов.
Мир живых существ насчитывает несколько миллионов видов. Всё это многообразие организмов изучает биологическая систематика, основной задачей которой является построение системы органического мира.

## Бесклеточные
Совокупность живых организмов, не имеющих клеточной структуры. «Бесклеточные» часто употребляют как синоним вирусов. Термин вошёл в употребление после открытия в 2003 году мимивируса, самого сложного из известных на сегодняшний момент вирусов, который, возможно, эволюционировал из клеточной формы жизни. Помимо вирусов, к бесклеточным иногда относят вироиды, вирусоиды, а также инфекционные агенты, не имеющие собственного генома, зашифрованного в ДНК или РНК (например, прионы).

### Вирусы
Неклеточный инфекционный агент, который может воспроизводиться только внутри живых клеток. Вирусы поражают все типы организмов, от растений и животных до бактерий и архей (вирусы бактерий обычно называют бактериофагами). Обнаружены также вирусы, поражающие другие вирусы (вирусы-сателлиты).

#### Классификация по Балтимору
Лауреат Нобелевской премии биолог Дейвид Балтимор разработал классификацию вирусов по Балтимору. Классификация ICTV в настоящее время объединяется с классификацией по Балтимору, составляя современную систему классификации вирусов. Эта система включает в себя семь основных групп:
- (I) Вирусы, содержащие двуцепочечную ДНК и не имеющие РНК-стадии (например, герпесвирусы, поксвирусы, паповавирусы, мимивирус).
- (II) Вирусы, содержащие одноцепочечную молекулу ДНК (например, парвовирусы). В этом случае ДНК всегда положительной полярности.
- (III) Вирусы, содержащие двуцепочечную РНК (например, ротавирусы).
- (IV) Вирусы, содержащие одноцепочечную молекулу РНК положительной полярности (например, пикорнавирусы, флавивирусы).
- (V) Вирусы, содержащие одноцепочечную молекулу РНК негативной или двойной полярности (например, ортомиксовирусы, филовирусы).
- (VI) Вирусы, содержащие одноцепочечную положительную молекулу РНК и имеющие в своем жизненном цикле стадию синтеза ДНК на матрице РНК, ретровирусы (например, ВИЧ).
- (VII) Вирусы, содержащие двуцепочечную ДНК и имеющие в своём жизненном цикле стадию синтеза ДНК на матрице РНК, ретроидные вирусы (например, вирус гепатита B)[6].

### Вироиды
Патогены растений, которые состоят из короткого фрагмента (несколько сотен нуклеотидов) высококомплементарной, кольцевой, одноцепочечной РНК, не покрытой белковой оболочкой, характерной для вирусов. Самые малые вироиды scRNA (малые цитоплазматические РНК) вируса жёлтой крапчатости риса (англ. RYMV, rice yellow mottle sobemovirus) имеют длину всего 220 нуклеотидов. Для сравнения: геном самого маленького известного вируса, способного вызывать инфекцию, имеет размер около 2000 оснований. Вироиды были открыты и названы в 1971 году Теодором О. Динером.

## Клеточные

### Прокариоты
Одноклеточные живые организмы, не обладающие (в отличие от эукариот) оформленным клеточным ядром и другими внутренними мембранными органоидами (за исключением плоских цистерн у фотосинтезирующих видов, например, у цианобактерий).
Для клеток прокариот характерно отсутствие ядерной оболочки, ДНК упакована без участия гистонов. Тип питания осмотрофный.
Единственная крупная кольцевая (у некоторых видов — линейная) двухцепочечная молекула ДНК, в которой содержится основная часть генетического материала клетки (так называемый нуклеоид) не образует комплекса с белками-гистонами (так называемого хроматина). К прокариотам относятся бактерии, в том числе цианобактерии (синезелёные водоросли), и археи. Потомками прокариотических клеток являются органеллы эукариотических клеток — митохондрии и пластиды. Прокариоты разделяют на два таксона в ранге домена (надцарства): Бактерии (Bacteria) и Археи (Archaea).

#### Археи
Археи представляют собой одноклеточные микроорганизмы, не имеющие ядра, а также каких-либо мембранных органелл. В настоящее время археи подразделяют на 5 типов. Из этих групп наиболее изученными являются кренархеоты (лат. Crenarchaeota) и эвриархеоты (лат. Euryarchaeota). Классифицировать археи по-прежнему сложно, так как подавляющее большинство из них никогда не выращивались в лабораторных условиях и были идентифицированы только по анализу нуклеиновых кислот из проб, полученных из мест их обитания. Большая часть архей — хемоавтотрофы. Они используют значительно больше источников энергии, чем эукариоты: начиная от обыкновенных органических соединений, таких как сахара, и заканчивая аммиаком, ионами металлов и даже водородом. Солеустойчивые археи — галоархеи (лат. Haloarchaea) — используют в качестве источника энергии солнечный свет, другие виды архей фиксируют углерод, однако, в отличие от растений и цианобактерий (синезелёных водорослей), ни один вид архей не делает и то, и другое одновременно. Размножение у архей бесполое: бинарное деление, фрагментация и почкование. В отличие от бактерий и эукариот, ни один известный вид архей не формирует спор.
- Crenarchaeota
  - Termoprotei
- Euryarchaeota
  - Methanobacteria
  - Methanococci
  - Halobacteria
  - Thermoplasmata
  - Thermococci
  - Archaeoglobi
  - Methanopyri
- Nanoarchaeota
- Korarchaeota

#### Бактерии
Домен (надцарство) прокариотных (безъядерных) микроорганизмов, чаще всего одноклеточных. К настоящему времени описано около десяти тысяч видов бактерий и предполагается, что их существует свыше миллиона, однако само применение понятия вида к бактериям сопряжено с рядом трудностей. Изучением бактерий занимается раздел микробиологии — бактериология. Наибольшую известность получила фенотипическая классификация бактерий, основанная на строении их клеточной стенки, включённая, в частности, в IX издание Определителя бактерий Берги (1984—1987). Крупнейшими таксономическими группами в ней стали 4 отдела: Gracilicutes (грамотрицательные), Firmicutes (грамположительные), Tenericutes (микоплазмы; отдел с единственным классом Mollicutes) и Mendosicutes (археи).
- Aquificae
- Thermotogae
- Thermodesulfobacteria
- Deinococcus-Thermus
- Chrysiogenetes
- Chloroflexi
- Thermomicrobia
- Nitrospirae
- Deferribacteres
- Синезелёные водоросли (Cyanobacteria)
- Chlorobi
- Proteobacteria
  - Alphaproteobacteria
  - Betaproteobacteria
  - Deltaproteobacteria
  - Epsilionproteobacteria
- Firmicutes
  - Clostridia
  - Mollicutes
  - Bacilli
- Actinobacteria
- Planctomycetes
- Chlamydiae
- Spirochaetes
- Fibrobacteres
- Acidobacteria
- Bacteroidetes
  - Bacteroides
  - Flavobacteria
  - Sphingobacteria
- Fusobacteria
- Verrucomicrobia
- Dictyoglomi
- Gemmatimonadetes

### Эукариоты
Домен (надцарство) живых организмов, клетки которых содержат ядра. Все организмы, кроме бактерий и архей, являются ядерными (вирусы, вироиды и вирусоиды также не являются эукариотами, но не все биологи считают их живыми организмами). Животные, растения, грибы, а также группы организмов под общим названием протисты — все являются эукариотическими организмами. Они могут быть одноклеточными и многоклеточными, но все имеют общий план строения клеток. Считается, что все эти столь несхожие организмы имеют общее происхождение, поэтому группа ядерных рассматривается как монофилетический таксон наивысшего ранга. Согласно наиболее распространённым гипотезам, эукариоты появились 1,5-2 млрд лет назад. Важную роль в эволюции эукариот сыграл симбиогенез — симбиоз между эукариотической клеткой, видимо, уже имевшей ядро и способной к фагоцитозу, и поглощенными этой клеткой бактериями — предшественниками митохондрий и пластидов.

#### Амёбоподобные
- Tubulinea Smirnov et al., 2005
- Flabellinea Smirnov et al., 2005
- Stereomyxida Grell, 1966
- Acanthamoebidae Sawyer & Griffin, 1975
- Entamoebida Cavalier-Smith, 1993
- Mastigamoebidae Goldschmidt, 1907
- Pelomyxa Goldschmidt, 1907
- Eumycetozoa Zopf, 1884 emend. Olive, 1975 [Mycetozoa de Bary, 1873]

#### Opisthokonta
Обширная группа эукариот, включающая царства грибы и животные, а также некоторые эукариотические микроорганизмы, которые иногда объединяют в парафилетический тип Choanozoa (ряд исследователей предпочитает относить его к царству Протисты (Protista) или к царству Простейшие (Protozoa), не принимаемым в качестве таксона в других классификациях). Все генетические и ультраструктурные исследования подтвердили монофилию данной группы.

##### Грибы
Царство живой природы, объединяющее эукариотические организмы, сочетающие в себе некоторые признаки, как растений, так и животных. Грибы изучает наука микология, которая считается разделом ботаники, поскольку ранее грибы относили к царству растений.
- Базидиомицеты — Basidiomycota de Barry 1866, emend. Schaffer, 1975
- Urediniomycetes Swann and Taylor, 1995
- Ustilaginomycetes Bower, Oberw, and Vanky, 1997
- Аскомицеты — Ascomycota Berkeley, 1857
- Микроспоридии — Microsporidia Balbiani, 1882
- Glomeromycota Schussler et al., 2001 [Glomales Morton and Benny, 1990; Glomomycetes Cavalier-Smith, 1998]
- Зигомицеты — Zygomycota Fischer, 1892, emend. Benny et al., 2001
- Хитридиомицеты — Chytridiomycetes de Barry, 1863, emend. Cavalier-Smith, 1981

##### Choanomonada
- Monosigidae Zhukov & Karpov, 1985 [Codonosigidae Kent, 1880]
- Salpingoecidae Kent, 1880
- Acanthoecidae Norris, 1965

##### Животные
Традиционно (со времён Аристотеля) выделяемая категория организмов, в настоящее время рассматривается в качестве биологического царства. Животные являются основным объектом изучения зоологии.
- Пластинчатые — Placozoa Grell, 1971
- Губки — Porifera Grant, 1836 [Parazoa Sollas, 1884]
- Эуметазои Animalia Linnaeus, 1758 emend. Adl et al., 2005 [Eumetazoa Butschli, 1910]

#### Rhizaria

##### Cercozoa
- Cercomonadida Poche, 1913 emend. Mylnikov, 1986
- Silicofilosea Adl et al., 2005 [Imbricatea Cavalier-Smith & Chao, 2003]
- Хлорарахниофитовые водоросли (Chlorarachniophyta Hibberd & Norris, 1984)
- Phytomyxea Engler & Prantl, 1897 emend. Cavalier-Smith, 1993
- Phaeodarea Haeckel, 1879 [Tripylea Hertwig, 1879]
- Nucleohelea Cavalier-Smith, 1993

##### Радиолярии
- Polycystinea Ehrenberg, 1838 emend. Haeckel, 1887
- Sticholonche Hertwig, 1877 [Taxopodida Fol, 1883]
- Acantharia Haeckel, 1881 emend. Mikrjukov, 2000

#### Archaeplastida
Безранговый таксон, объединяющий наиболее развитые отделы водорослей — зелёные, харовые, микроскопические глаукофитовые и вымершие нематофитовые водоросли. Иногда в группу архепластид включают пятый отдел — красные водоросли. Но если руководствоваться монофилией, то в группу архепластид нужно включить ещё и высшие растения. Зелёные водоросли — это самый большой отдел архепластид (13000 — 20000 видов). Видов харовых водорослей меньше — 440. Видов нематофитовых водорослей ещё меньше — всего 10. Главкофитовые водоросли — самый маленький отдел архепластид, включает всего 4 вида.
- Glaucophyta Skuja, 1954 [Glaucocystophyta Kies & Kremer, 1986]
- Красные водоросли — Rhodophyceae Thuret, 1855 emend. Adl et al., 2005 [Rhodophyta Wettstein, 1901; Rhodoplantae Saunders & Hommersand, 2004]
- Chloroplastida Adl et al., 2005 [Viridiplantae Cavalier-Smith, 1981; Chlorobionta Jeffrey, 1982 emend. Lewis & McCourt, 2004; Chlorobiota Kendrick & Crane, 1997]

Зелёные водоросли — Chlorophyta Pascher, 1914 emend. Lewis & McCourt, 2004
Chlorodendrales Fritsch, 1917
Prasinophytae Cavalier-Smith, 1998 emend. Lewis and McCourt, 2004
Mesostigma Lauterborn, 1894 emend. McCourt in Adl et al., 2005 [Mesostigmata Turmel, Otis & Lemieux, 2002]
Charophyta Karol et al., 2001 emend. Lewis & McCourt, 2004 [Charophyceae Smith, 1938 emend. Mattox & Stewart, 1984]
Streptophytina Lewis & McCourt, 2004
Харовые водоросли — Charales Lindley, 1836 [Charophytae Engler, 1887]
Растения — Plantae Haeckel, 1866 [Cormophyta Endlicher, 1836; Embryophyta Endlicher, 1836 emend. Lewis & McCourt, 2004]

#### ChromalveolataAdl et al., 2005
Полифилетическая группа, одно из царств в системе Томаса Кавалир-Смита, предложенной в 1981 году; ранее хромисты считались подцарством протистов. Это организмы, чьи клетки состоят из двух эукариотических клеток, одна из которой находится внутри другой и включает хлоропласт; а также эволюционные потомки таких организмов, похожие на них, но утратившие внутреннего эукариотического симбионта. К этим организмам относятся некоторые водоросли (гетероконтные), опалины (крупные одноклеточные существа со жгутиками, обитающие в клоаке лягушки), а также некоторые организмы, ранее считавшиеся грибами.
- Криптофитовые водоросли — Cryptophyceae Pascher 1913 emend. Schoenichen, 1925 [Cryptophyta Cavalier-Smith, 1986]

Cryptomonadales Pascher, 1913
Goniomonadales Novarino & Lucas, 1993
- Гаптофитовые водоросли — Haptophyta Hibberd, 1976 emend. Edvardsen & Eikrem, 2000

Pavlovophyceae Cavalier-Smith, 1986 emend. Green & Medlin, 2000
Prymnesiophyceae Hibberd, 1976
- Stramenopiles Patterson, 1989 emend. Adl et al., 2005

Opalinata Wenyon, 1926 emend. Adl et al., 2005 [Slopalinata Patterson, 1986]
Labyrinthulomycetes Dick, 2001
Hyphochytriales Sparrow 1960
Оомицеты — Peronosporomycetes Dick, 2001 [Oomycetes Winter, 1897 emend. Dick, 1976]
Actinophryidae Claus, 1874 emend. Hartmann, 1926
Bolidomonas Guillou & Chretiennot-Dinet, 1999 [Bolidophyceae Guillou et al., 1999]
Золотистые водоросли — Chrysophyceae Pascher, 1914
Dictyochophyceae Silva, 1980
Eustigmatales Hibberd, 1981
Pelagophyceae Andersen & Saunders, 1993
Phaeothamniophyceae Andersen & Bailey in Bailey et al., 1998
Pinguiochrysidales Kawachi, Inouye, Honda, O’Kelly, Bailey, Bidigare & Andersen, 2003
Raphidophyceae Chadefaud, 1950 emend. Silva, 1980
Schizocladia Kawai, Maeba, Sasaki, Okuda & Henry, 2003
Synurales Andersen, 1987
Жёлто-зелёные водоросли — Xanthophyceae Allorge, 1930 emend. Fritsch, 1935 [Heterokontae Luther 1899; Heteromonadea Leedale, 1983; Xanthophyta Hibberd, 1990]
Бурые водоросли — Phaeophyceae Hansgirg, 1886
Диатомовые водоросли — Bacillariophyta Haeckel, 1878 [Diatomea Dumortier, 1821]
- Альвеоляты Alveolata Cavalier-Smith, 1991

Динофлагелляты — Dinozoa Cavalier-Smith, 1981 emend. Adl et al., 2005
Споровики — Apicomplexa Levine, 1980 emend. Adl et al., 2005
Инфузории — Ciliophora Doflein, 1901 [Ciliata Perty, 1852; Infusoria Butschli, 1887]

#### ExcavataCavalier-Smith, 2002, emend. Simpson, 2003
Надтип простейших. К данной группе принадлежит множество разнообразных видов: свободно живущих, симбиотических и паразитических, в том числе некоторые важные виды паразитов человека.
- Fornicata Simpson, 2003

Eopharyngia Cavalier-Smith, 1993
Дипломонады — Diplomonadida Wenyon, 1926 emend. Brugerolle et al., 1975
Ретортомонады — Retortamonadida Grasse, 1952
Carpediemonas Ekebom, Patterson & Vors, 1996
- Malawimonas O’Kelly & Nerad, 1999
- Parabasalia Honigberg, 1973

Trichomonadida Kirby, 1947 emend. Brugerolle & Patterson, 2001
Cristamonadida Brugerolle & Patterson, 2001
Spirotrichonymphida Light, 1927
Trichonymphida Poche, 1913
- Preaxostyla Simpson, 2003

Оксимонады — Oxymonadida Grasse, 1952
Trimastix Kent 1880
- Якобиды — Jakobida Cavalier-Smith, 1993, emend. Adl et al., 2005
- Гетеролобозовые — Heterolobosea Page & Blanton, 1985
- Euglenozoa Cavalier-Smith, 1981 emend. Simpson, 1997

Euglenida Butschli, 1884 emend. Simpson 1997
Diplonemea Cavalier-Smith, 1993 emend. Simpson, 1997
Кинетопластиды — Kinetoplastea Honigberg, 1963